# Cantone di Naranjito
Il Cantone di Naranjito è un cantone dell'Ecuador che si trova nella Provincia del Guayas.
Il capoluogo del cantone è Naranjito.